# 尕楞藏族乡
尕楞藏族鄉是中华人民共和国青海省海东市循化撒拉族自治县下辖的一个民族乡。

## 行政区划
尕楞藏族乡下辖以下村级行政区划单位：
牙尕村、麻尕村、相沙村、洛哇村、哇龙村、比塘村、建设堂村、曲卜藏村、秀日村、仁务村和宗占村。